# Acy-Romance
Acy-Romance é uma comuna francesa na região administrativa de Grande Leste, no departamento de Ardenas.

## Demografia
Em 2006 Acy-Romance apresentava uma população de 483 habitantes, distribuídos por 168 lares.
| 1962 | 1968 | 1975 | 1982 | 1990 | 1999 | 2006 | - | - |
| --- | ---- | ---- | ---- | ---- | ---- | ---- | - | - |
| 479 | 475  | 479  | 484  | 472  | 443  | 483  | - | - |
| Para os censos de 1962 a 2006 a população legal corresponde à popolução sem duplicidades, segundo define o INSEE. |      |      |      |      |      |      |   |   |